# Tuin van de Kunstberg
De Tuin van de Kunstberg is een klein publiek park in Brussel, gesitueerd tussen de Koninklijke Bibliotheek van België en het Square Meeting Centre, het voormalige Congrespaleis, op de Kunstberg. Het park heeft een oppervlakte van 1,04 hectare. Het park biedt ontspanningsruimte maar heeft ook een doorgangsfunctie enerzijds van boven- naar benedenstad, maar ook tussen de omliggende musea, ruimtes en bibliotheek.
Het centrale deel van het park heeft een volstrekt geometrische compositie. In het midden een bloemperk met vijf vierkante delen, met tussenliggende wandelpaden. Elk vierkant is afgezoomd door lage buxushagen, die ook in het vierkant zones met verschillende begroeiing omzomen. Begroeiing deels seizoensgebonden, deels groenblijvende beplanting zoals berberis. Langs beide zijden van deze as bijkomende vierkante zones met hogere buxushagen die doorlevende beplanting en hogere cilindervormig gesnoeide taxussen omzomen. Een rij meer naar buiten dan twee zones met een reeks kleine ronde waterbekkens met waterstralen die
beurtelings in de hoogte en in de breedte spuiten. De buitenste rijen worden, zowel aan de kant langs de bibliotheek als aan de kant langs de glazen kubus van de Square gevormd door een driedubbele rij gordijnsgewijs gesnoeide platanen.

## Geschiedenis
Oorspronkelijk lag op deze plek de zeer oude Sint-Rochuswijk, ook Jodenwijk genoemd. Tussen de 15de en de 18de eeuw was de helling gekend als de 'Hofberg'. koning Leopold II kocht op het eind van de 19e eeuw via tussenpersonen de ganse wijk op. Na afbraak bleef het terrein enkele jaren braak, maar Leopold II gaf in 1908 aan de Parijse architect Pierre Vacherot opdracht er een voorlopige bestemming aan te geven. Het werd een park met een monumentale trapgang, voorzien van fonteinen, watervalletjes en beeldhouwwerken. In 1910, een jaar na het overlijden van Leopold II, werd het nieuwe park ingehuldigd door Albert I.
Dat park moest in 1956 uiteindelijk plaatsmaken voor ondergrondse parkeergarages en de moderne gebouwen van de Koninklijke Bibliotheek, Ravensteingalerij en het Congrespaleis. De tuin op de centrale esplanade werd aangelegd als hangende tuin, boven op de betonplaat van de onderliggende parkingniveaus naar een ontwerp van de befaamde Belgische tuinarchitect René Pechère. De oorspronkelijke meerdere niveaus van Vacherot verdwenen en de tuin kwam op een niveau, met trappen boven- en onderaan de toegangen tot de tuin. Toegang voor personen met een beperking is enkel mogelijk langs een zijingang aan de Kunstbergstraat zonder trappen.
In 2001 kreeg de tuin na een periode van verval een restauratie aangestuurd en gefinancierd door de Regie der Gebouwen en de Koning Boudewijnstichting, met respect voor het ontwerp van Péchère. Bloemperken, waterbekkens en de grote fontein werden vernieuwd.
Door het hoogteverschil van 40 m tussen het Koningsplein en de Keizerslaan/Kantersteen biedt het park een zicht op de Brusselse benedenstad, met centraal in zicht de toren van het Stadhuis van Brussel. Op heldere dagen zijn ook de Basiliek van Koekelberg en het atomium te zien. Het zicht aan het andere uiteinde van de esplanade dat boven de trappen uittorent, is de koepel van de Sint-Jacob-op-Koudenbergkerk.

## Fotogalerij

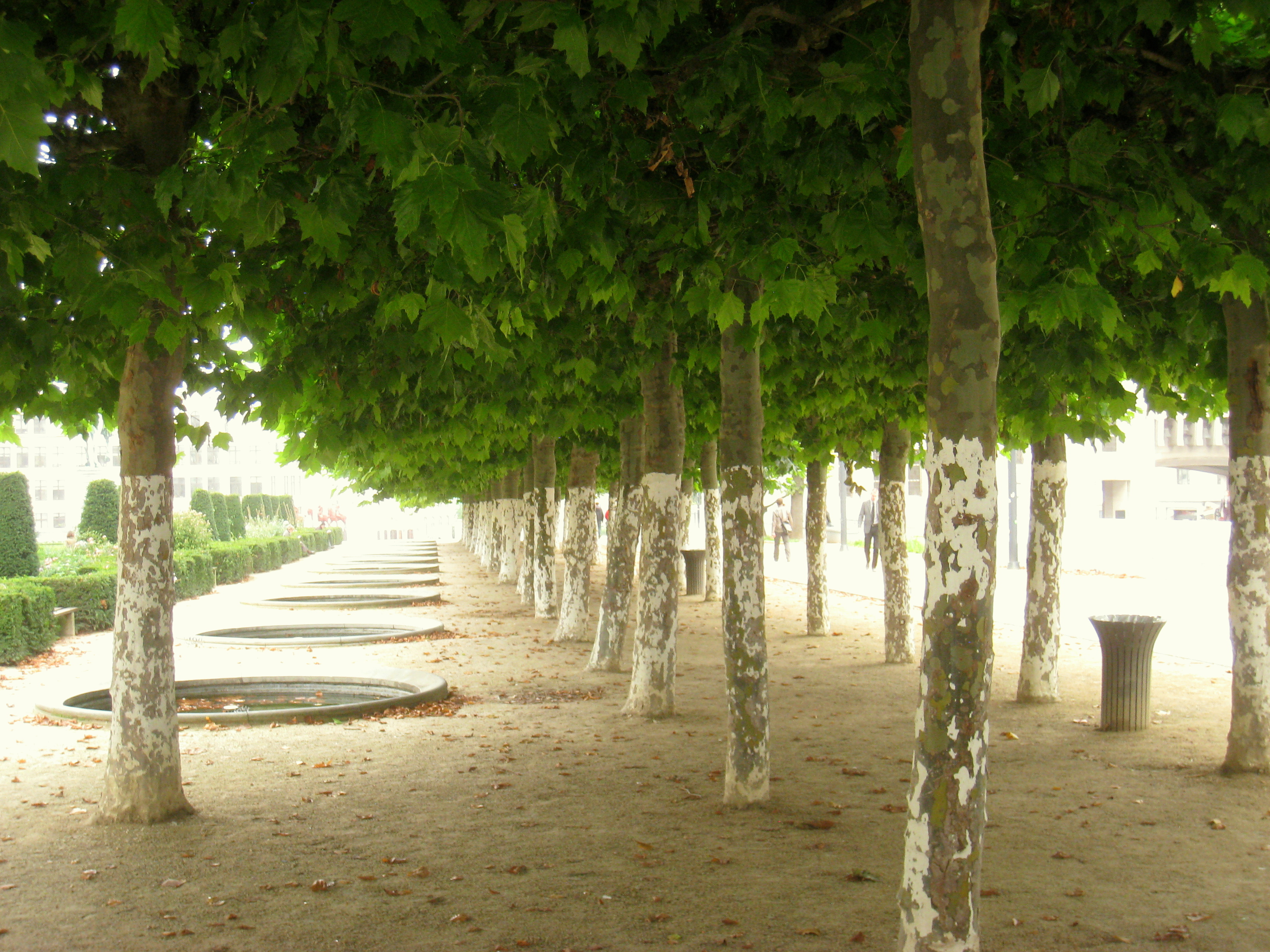
Rij van platanen, wit geschilderd tegen parasieten en als referentie naar het Zuid-Franse gebruik.
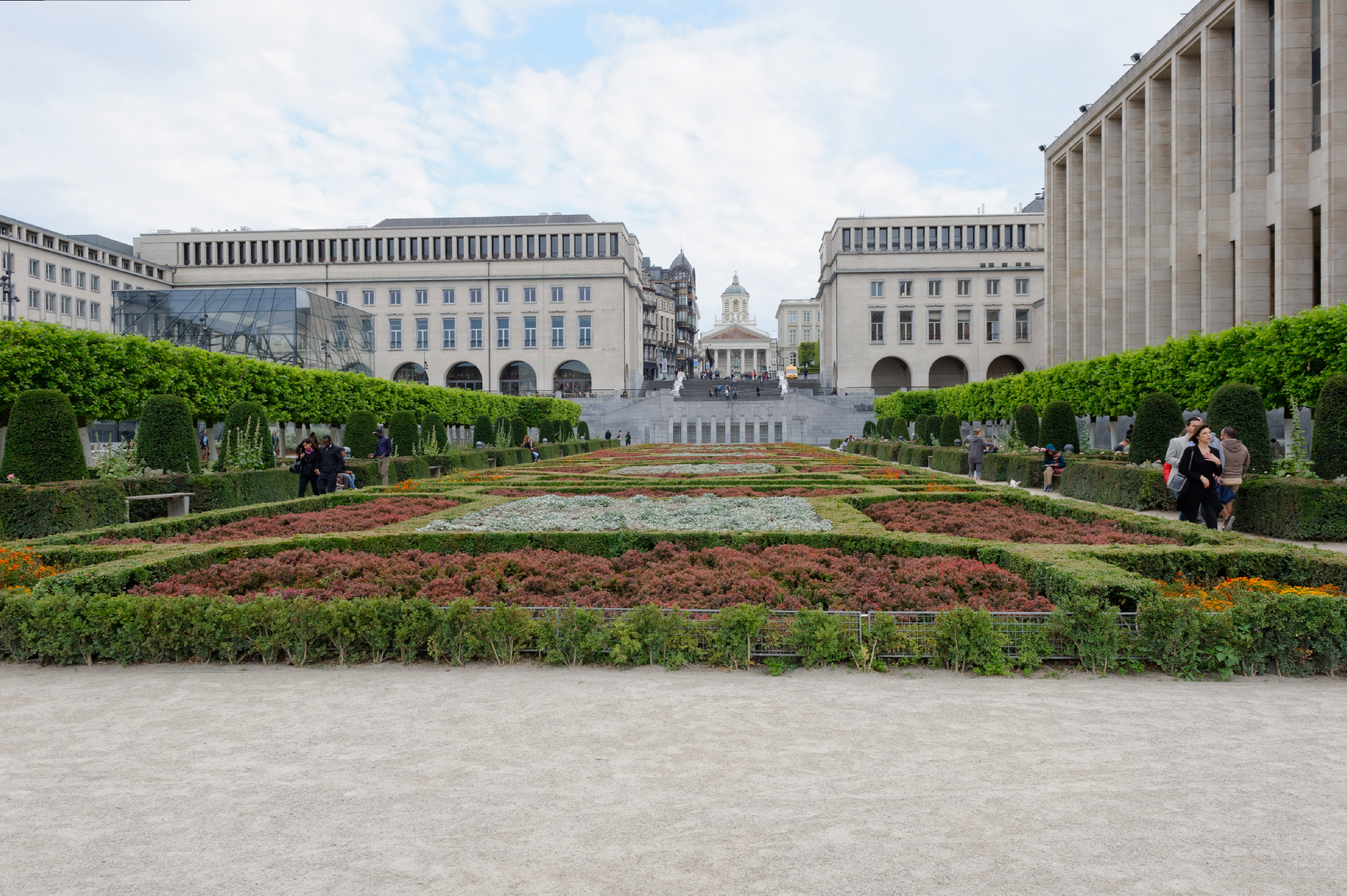
Boven de trappen de koepel van de Sint-Jacob-op-Koudenbergkerk